# Lene Beier
Lene Beier (født Lene Ransborg 29. maj 1977 i Skive) er en dansk tv-vært, som i 2014 blev kåret som "Årets Stjerneskud" af Billed Bladets læsere til TV-GULD-festen. I 2016 fik hun prisen som "Årets kvindelige underholdningsvært".

## Karriere
Lene Beier fik sit gennembrud på TV2 Fri, hvor hun var vært på Frihuset sammen med bl.a. Cecilie Hother og Thomas Uhrskov fra 5. maj 2013 - 31. december 2014. 
Lene Beier har også været vært i en lang række andre programmer hos TV2 bl.a. En stor dag på godset og datingprogrammet Landmand søger kærlighed, men også Klar, Parat, Sy, Mit Frirum, Kurs mod fjerne kyster ekstra, Vi Drukner i Rod, og Mit Livs Eventyr. 
I juni 2015 var Lene Beier vært på det royale bryllup mellem prins Carl Philip af Sverige og prinsesse Sofia, sammen med kollegaen Morten Ankerdal. 
I 2016 var hun deltager i den 13. udgave af Vild med dans.
I 2025 stoppede hun som vært på realityprogrammet Landmand søger kærlighed. Det skyldtes, at hun sammen med familien var flyttet til Tyrol, hvor de havde købt et alpehotel. Hotellet var udgangspunkt for det nye TV 2-program "Beier på Alpehotellet".

## Privat
Privat er Lene Beier gift med Anders Beier, og har med ham 2 sønner.